# History (canção de One Direction)
"History" é uma canção da boy band anglo-irlandesa One Direction gravada para o quinto álbum de estúdio da banda, Made in the A.M. (2015). A canção foi escrita pelos membros Louis Tomlinson e Liam Payne juntamente de Wayne Hector, Ed Drewett, John Ryan e Julian Bunetta, sendo que a produção ficou a cargo dos dois últimos. Seu lançamento como terceiro single do álbum ocorreu digitalmente em 6 de novembro de 2015. O plano inicial da banda era lançar "Infinity" como single. Entretanto, durante uma performance no The X Factor UK em 6 de dezembro de 2015, "History" foi oficialmente confirmada em lugar.

## Vídeo musical
Um vídeo musical que acompanha a canção dirigido por Ben Winston, Cal Aurand e Gabe Turner foi lançado em 26 de janeiro de 2016 na plataforma Vevo. O vídeo conta com filmagens de eventos importantes para a banda ocorridos nos últimos cinco anos, além também de conter cenas com Zayn Malik, ex-integrante que deixou a banda em 2015. Malik, que recentemente iniciou sua carreira solo, comentou sobre o vídeo: "Eu gostei do fato de que eles estavam nostálgicos com as memórias que dividimos juntos, foi uma coisa positiva."

## Desempenho nas tabelas musicais

### Posições
| Tabela musical (2016)                          | Melhor posição |
| ---------------------------------------------- | -------------- |
| O campo songid é OBRIGATÓRIO PARA PARADA ALEMÃ | 77             |
| Austrália (ARIA)                               | 27             |
| Áustria (Ö3 Austria Top 75)                    | 17             |
| Bélgica (Ultratop 50 de Flandres)              | 46             |
| Bélgica (Ultratip Bubbling Under da Valônia)   | 25             |
| Canadá (Canadian Hot 100)                      | 46             |
| Escócia (Scottish Singles Chart)               | 3              |
| Espanha (PROMUSICAE)                           | 31             |
| Estados Unidos (Billboard Hot 100)             | 65             |
| França (SNEP)                                  | 54             |
| Irlanda (IRMA)                                 | 8              |
| Itália (FIMI)                                  | 7              |
| Nova Zelândia (Recorded Music NZ)              | 19             |
| Países Baixos (Single Top 100)                 | 72             |
| Reino Unido (UK Singles Chart)                 | 6              |
| Suécia (Sverigetopplistan)                     | 63             |
| Suíça (Schweizer Hitparade)                    | 52             |

### Certificações
| Região (Empresa)  | Certificação | Vendas  |
| ----------------- | ------------ | ------- |
| Reino Unido (BPI) | Platina      | 600,000 |